# Fonoll marí
El fonoll o fenoll marí, també anomenat cresta marina o rapa marina, (Crithmum maritimum) és una planta comestible i l'única espècie dins del gènere Crithmum. Creix vora el mar i té propietats antiescorbútiques perquè conté vitamina C. És per això que ja els antics navegants se n'emportaven en llurs travessades. A Mallorca tradicionalment es cull i es conserva en vinagre per al consum. Avui però la seva recol·lecció està prohibida i es fa venir de fora.

## Etimologia
El nom popular fa referència a l'aroma de la planta que recorda vagament el fenoll. El nom científic Crithmum maritimum prové del grec krêthmon, nom amb el qual ja es coneixia aquesta planta de l'antiguitat ençà, i del llatí maritimum -marítim, pel seu hàbitat.
El nom de samfir prové de "sampiera", una corrupció del francès "Saint Pierre" ( Sant Pere), que va rebre el nom del sant patró dels pescadors perquè totes les plantes originals amb el seu nom creixen a les regions rocoses exposades a la sal.

## Morfologia
És una planta herbàcia, glauca, perenne, llenyosa a la base, molt ramificada, que pot atènyer uns 40 cm d'alçària, amb branques finament estriades que han perdut les fulles inferiors dels anys anteriors, de les quals queden les restes.
Les fulles són carnoses, suculentes, dues o tres vegades pinnades, amb els segments de secció circular, sostingudes per un pecíol llarg que acaba amb una eina abraçadora.
Les flors són petitones, d'un blanc verdós, reunides en umbel·les de 8 a 40 radis. Floreix de juliol a gener.
El fruit és ovoide, d'uns 6 mm a 7 mm.

## Localització
Es troba a les zones litorals d'Europa meridional (arriba però al litoral oest de les Illes Britàniques), en especial, la costa mediterrània, on creix en estat silvestre. Als Països Catalans es troba a tot el litoral de la Catalunya Nord, Girona, Barcelona, Tarragona, Castelló, València, Alacant i les illes Balears. L'hàbitat més comú d'aquesta espècie són els roquissars litorals, ben a prop de la mar. Viu del nivell de la mar fins a 100 m d'altitud.

## Tipus

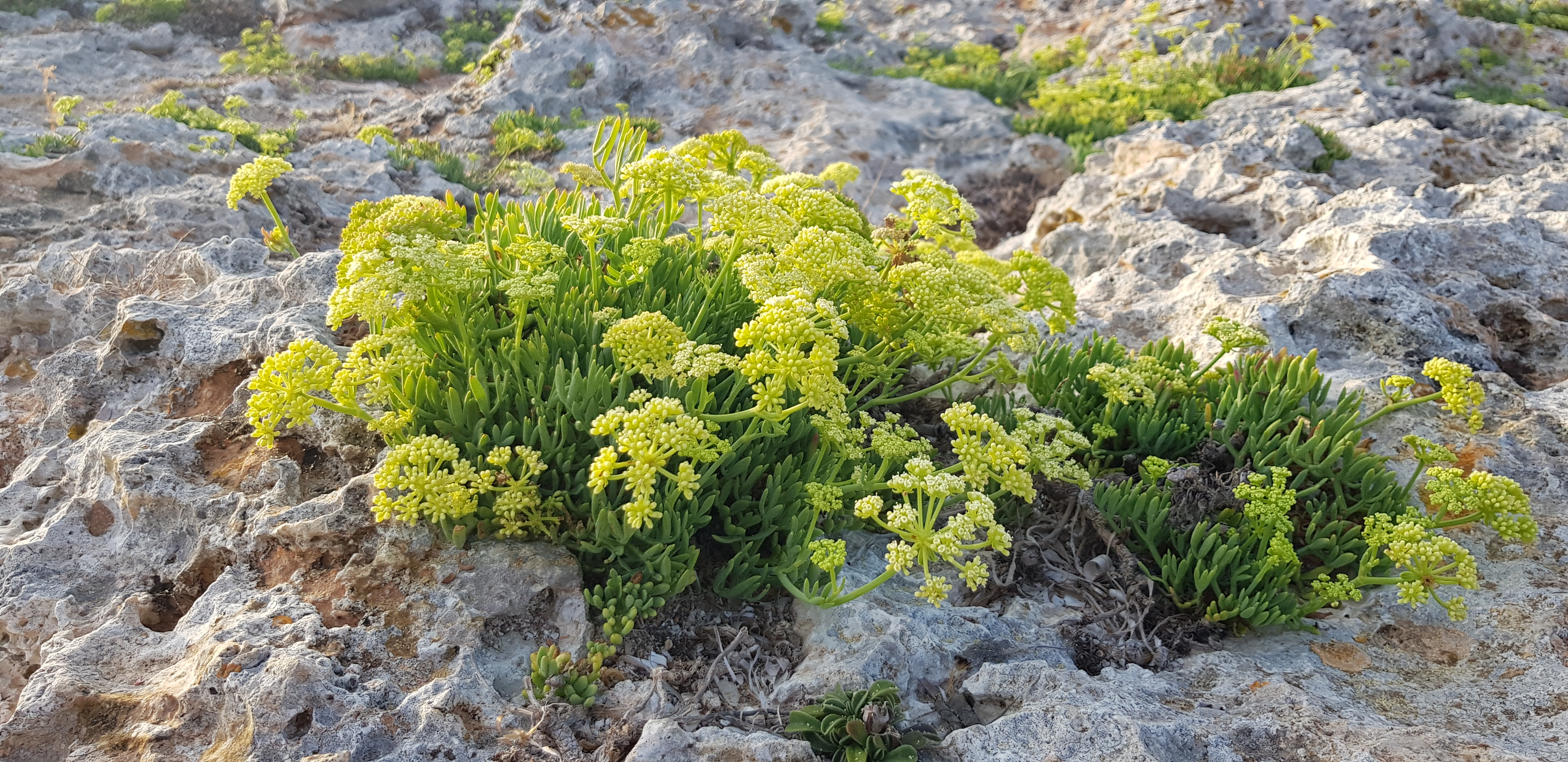
Fenoll marí. Crithmum maritimum.

- El fonoll marí o samfir de roca (Crithmum maritimum) és una espècie costanera de flors blanques que creix a Irlanda, el Regne Unit i l'illa de Man.[3] Aquesta és probablement l'espècie esmentada per Shakespeare a King Lear.[4]
- La botja groga (Limbarda crithmoides) és una espècie costanera amb flors grogues que creix a tota Euràsia.
- Diverses espècies del gènere Salicornia, conegudes com a salicorn en català, o "marsh samphire" (samfir de maresma) a Gran Bretanya.[5]
- Blutaparon vermiculare, Amèrica Central, sud-est d'Amèrica del Nord
- Tecticòrnia, Austràlia
- Sarcocòrnia, cosmopolita

## Època de collita
Tot l'any (cal triar tan sols les fulles i els brots tendres).

## Úsgastronòmic

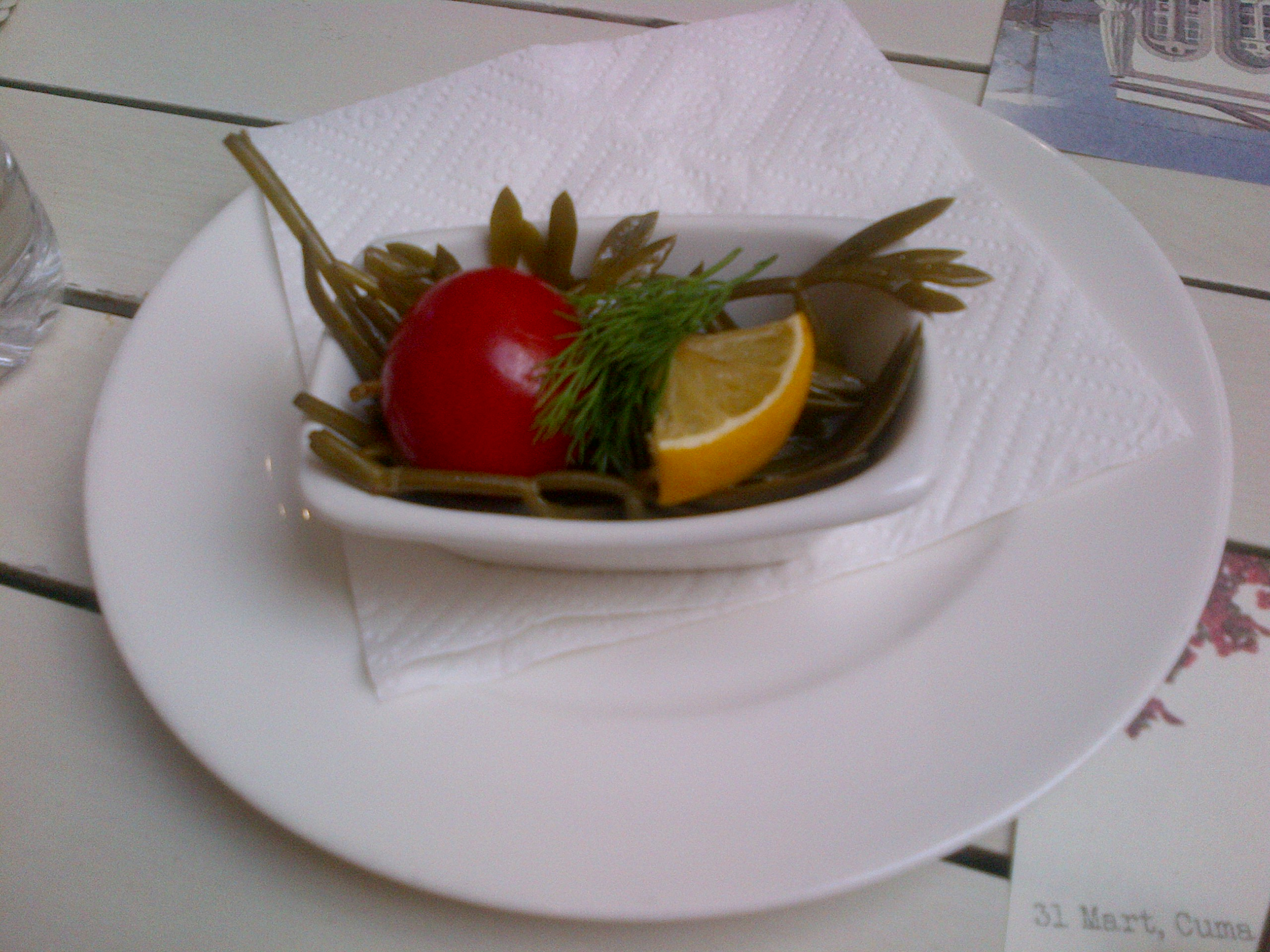
"Kayakoruğu turşusu" (fonoll marí envinagrat) en Ankara, Turquia.

En amanides, com a verdura bullida i formant part de salses. També es menja envinagrat com a acompanyant del pa amb oli.

## Galeria

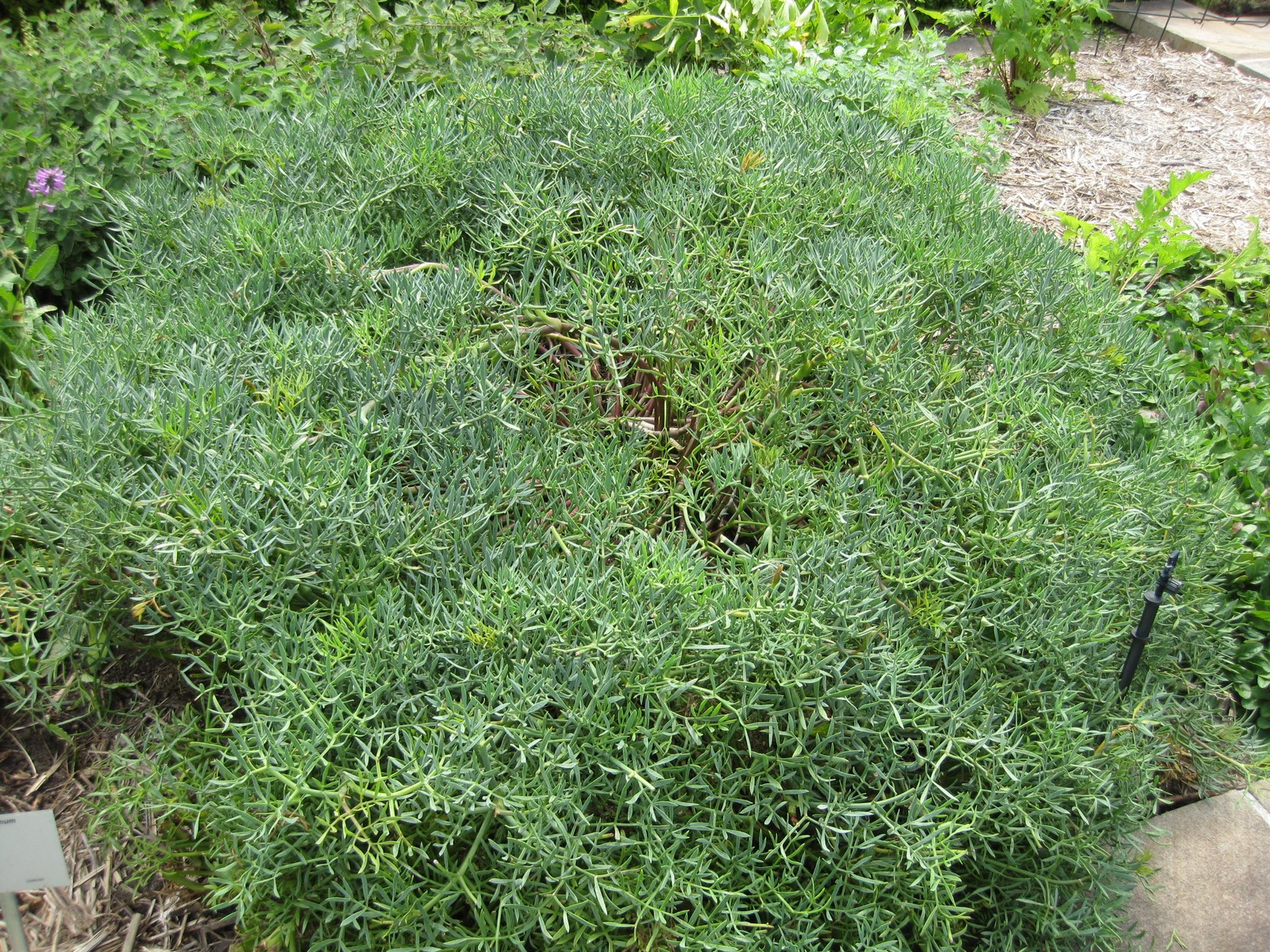
Vista de la planta
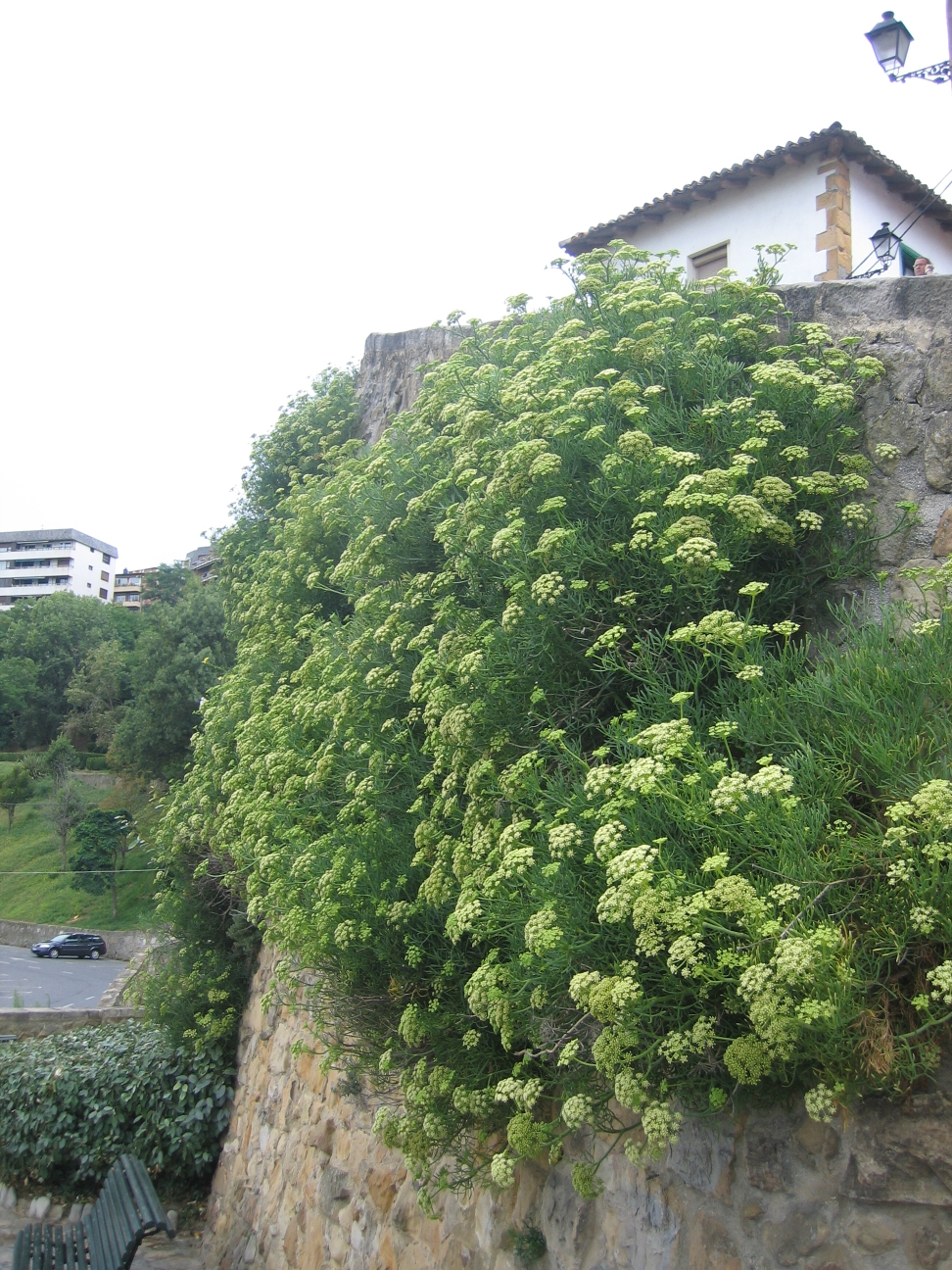
Vista de la planta amb flors
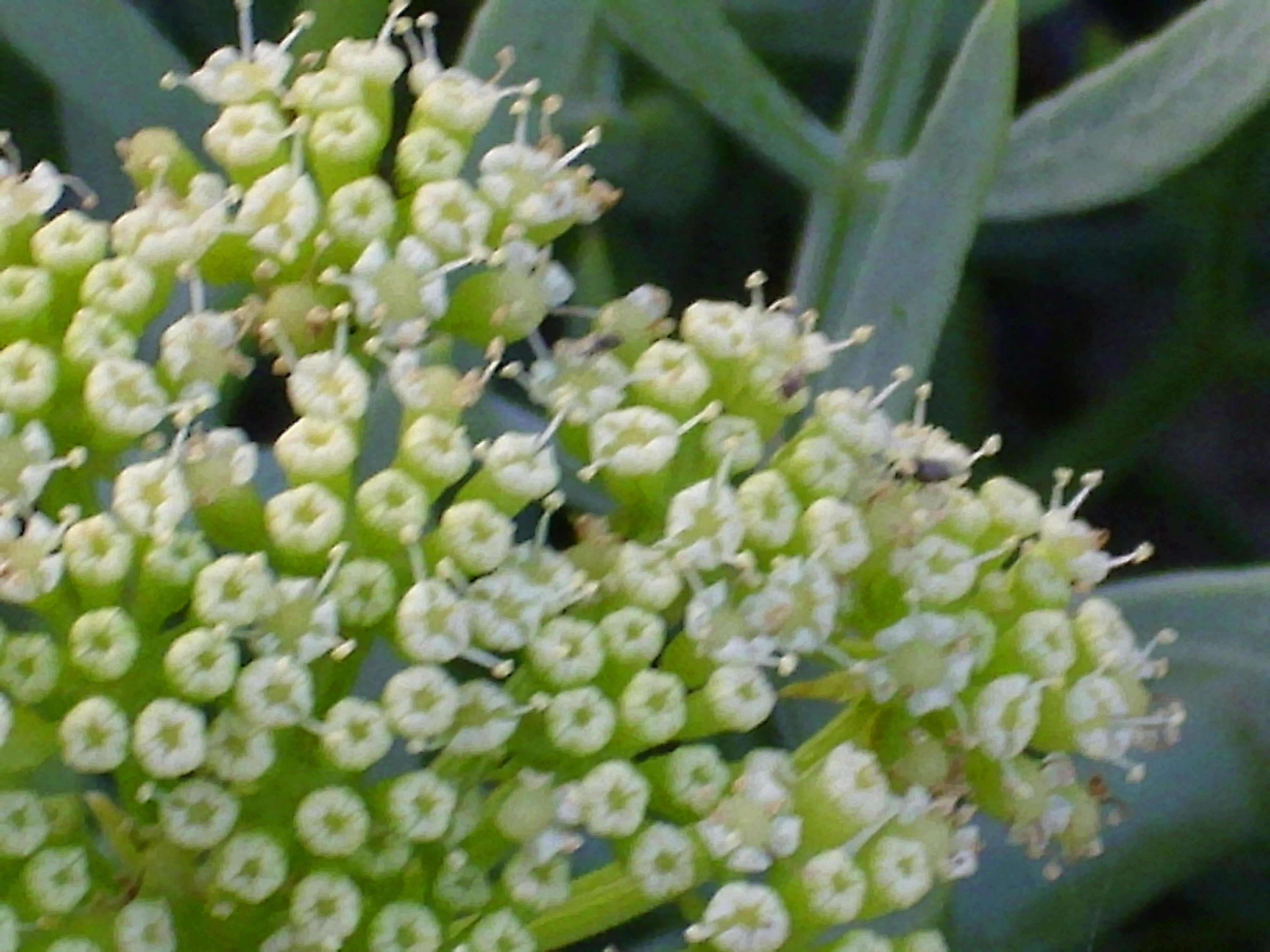
Flors